# Березівський провулок (Київ)
Березі́вський прову́лок — провулок у Дарницькому районі міста Києва, селище Бортничі. Пролягає від вулиці Чехова до вулиці Івана Дяченка.

## Історія
Виник у середині XX століття під назвою 2-й провулок Чехова. Сучасна назва на честь міста Березівка Одеської області — з 2022 року.